# Weilersbach (Oberfranken)
Weilersbach er en kommune i Landkreis Forchheim i Regierungsbezirk Oberfranken i den tyske delstat Bayern. Den er en del af Verwaltungsgemeinschaft Kirchehrenbach.

## Geografi
I Weilersbach er der de to landsbyer
- Weilersbach
- Reifenberg

### Nabokommuner
Nabokommuner er (med uret fra nord): Ebermannstadt, Pretzfeld, Kirchehrenbach, Forchheim, Eggolsheim